# Coto (Peñuelas)
Coto es un barrio ubicado en el municipio de Peñuelas en el estado libre asociado de Puerto Rico. En el Censo de 2010 tenía una población de 1467 habitantes y una densidad poblacional de 490,82 personas por km².

## Geografía
Coto se encuentra ubicado en las coordenadas 18°3′19″N 66°43′53″O / 18.05528, -66.73139. Según la Oficina del Censo de los Estados Unidos, Coto tiene una superficie total de 2.99 km², de la cual 2.99 km² corresponden a tierra firme y (0.09%) 0 km² es agua.

## Demografía
Según el censo de 2010, había 1467 personas residiendo en Coto. La densidad de población era de 490,82 hab./km². De los 1467 habitantes, Coto estaba compuesto por el 88% blancos, el 7.29% eran afroamericanos, el 0.48% eran amerindios, el 3% eran de otras razas y el 1.23% pertenecían a dos o más razas. Del total de la población el 99.59% eran hispanos o latinos de cualquier raza.